# Janeene Vickers
Janeene Hope Vickers-McKinney (Torrance, 3 ottobre 1968) è un'ex ostacolista statunitense.

## Palmarès

### Giochi olimpici
- 1 medaglia:
  - 1 bronzo (Barcellona 1992 nei 400 m ostacoli)

### Mondiali
- 1 medaglia:
  - 1 bronzo (Tokyo 1991 nei 400 m ostacoli)